# Osterfestspiele Salzburg

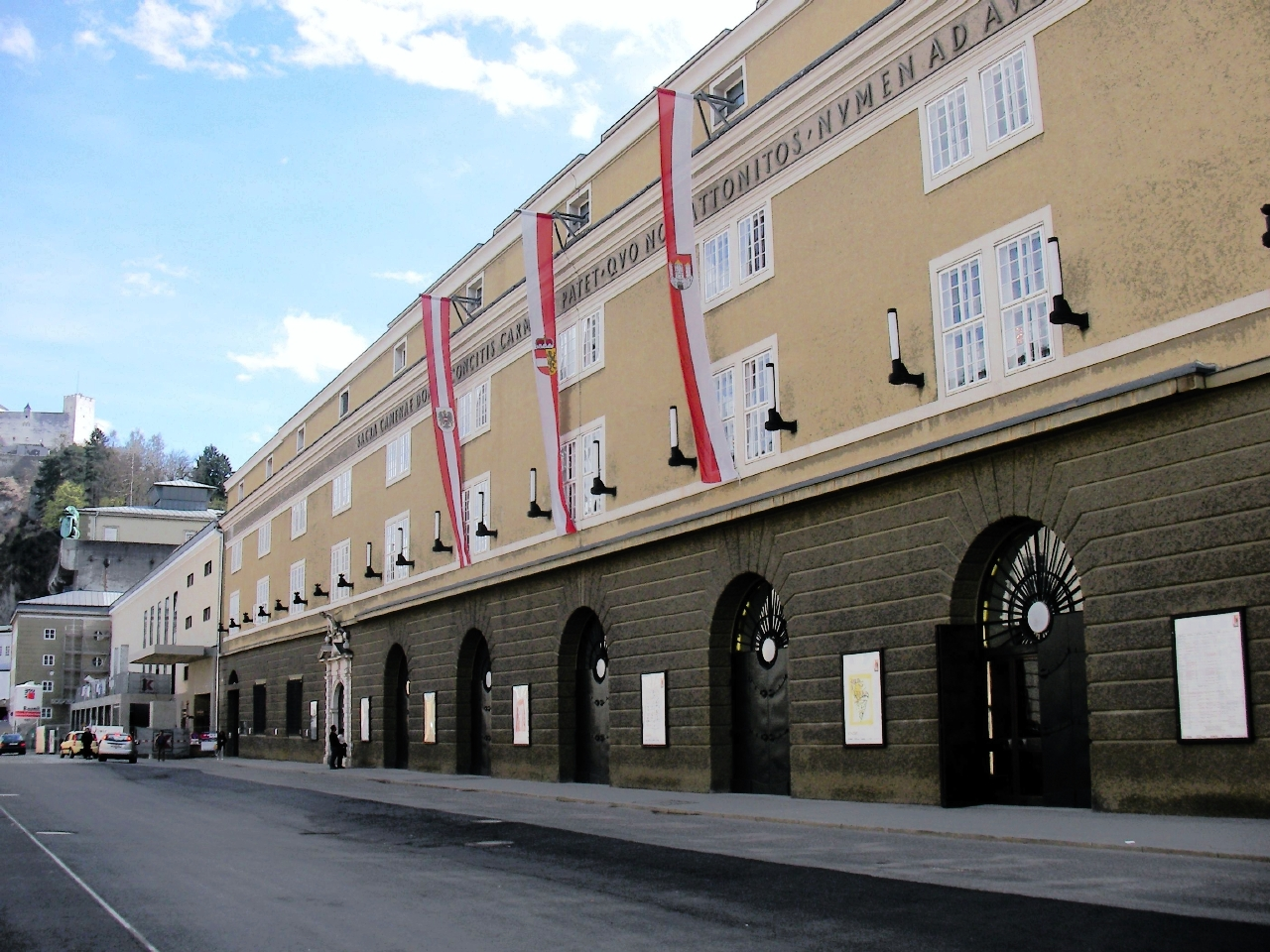
Das Große Festspielhaus in Salzburg

Die Osterfestspiele Salzburg wurden 1967 von Herbert von Karajan gegründet. Sie umfassen alljährlich eine Opernproduktion und mehrere Konzerte. Das zehntägige Festival gilt als elitärstes Festival der Welt und ist organisatorisch und finanziell unabhängig von den Salzburger Festspielen, die jeweils zu Pfingsten und im Sommer veranstaltet werden. 2020 wurden die Festspiele aufgrund der COVID19-Pandemie in Österreich abgesagt. Aufgrund der noch anhaltenden COVID19-Pandemie fanden die Osterfestspiele Salzburg 2021 erstmals in der Geschichte des Festivals im Herbst (29. Oktober bis 1. November 2021) statt.

## Orchester

### Berliner Philharmoniker (1967 bis 2012)
Ab 1967 bildeten die Berliner Philharmoniker unter der musikalischen Leitung ihres jeweiligen Chefdirigenten das künstlerische Zentrum des Festivals. Die Hauptspielstätte bildet das Große Festspielhaus in Salzburg, ergänzt um Veranstaltungen im Großen Saal der Stiftung Mozarteum sowie im Republic. Die musikalische Leitung der Oper und der meisten Orchesterkonzerte hatte der jeweilige Chefdirigent der Berliner Philharmoniker inne, wobei für jeweils ein Konzert auch ein erstrangiger Gastdirigent eingeladen wurde.
Ab 1994 ergänzte die von Claudio Abbado gegründete Kammermusikreihe „Kontrapunkte“ das Programm, bei der Mitglieder der Berliner Philharmoniker mit namhaften Solisten als Kammermusiker zu erleben waren. Die Osterfestspiele Salzburg waren der einzige Ort, an dem die Berliner Philharmoniker als Opernorchester zu hören waren (abgesehen von etwaigen Koproduktionen).
Auffällig ist die hohe finanzielle Eigendeckungsquote des Festivals: 92 Prozent des Budgets werden durch Mitgliedsbeiträge der Förderer des Festivals, Kartenverkauf sowie Sponsoring eingebracht. Nur acht Prozent kommen als Subvention von der öffentlichen Hand. Dieser hohe Eigendeckungsgrad ist nur durch ein Förderer- und Abonnementsystem mit sehr hohen Kartenpreisen aufrechtzuerhalten, die dem Festival den Vorwurf des Elitären einbrachten. Herbert von Karajan hat das System entwickelt, wonach man, um fixe Plätze zu bekommen, zunächst Förderer der Osterfestspiele werden muss (Beitrag: ab 300,- EUR, Jugend: 50,- EUR) und damit berechtigt wird, ein Abonnement aus einer Opernvorstellung und drei Konzerten zu kaufen. Kurzfristig sind auch nicht verkaufte Abos als einzelne Restkarten (ohne Mitgliedschaft im Förderverein) erhältlich. Zu sehr günstigen Preisen und im Freiverkauf kann man hingegen die Kammerkonzerte besuchen (5,- bis 50,- EUR).
Zum Jahreswechsel 2009/2010 wurden die Osterfestspiele Salzburg mit einem Finanzskandal konfrontiert. Gegen mehrere Verdächtige ermittelt die Staatsanwaltschaft Salzburg wegen Betrug und Untreue. Die Vorwürfe richten sich unter anderem gegen den ehemaligen Geschäftsführer Michael Dewitte und den ehemaligen Technischen Leiter der Salzburger Festspiele (Sommerfestspiele), Klaus Kretschmer, der für die Osterfestspiele Dienstleistungen erbrachte. Beide wurden im Zuge der bekannt gewordenen Malversationen entlassen.
Infolge des Skandals wurden die Osterfestspiele im Frühjahr 2010 strukturell und personell neu organisiert. Eine neue „Osterfestspiele Salzburg GmbH“ wurde gegründet, mit folgenden Gesellschaftern: Stiftung Herbert von Karajan Osterfestspiele Salzburg (25 %), Stadt Salzburg (20 %), Land Salzburg (20 %), Salzburger Land Tourismus GmbH (20 %), Verein der Förderer der Osterfestspiele in Salzburg (15 %). Mit der Leitung des Festivals wurde der britische Musikmanager Peter Alward betraut, der als geschäftsführender Intendant fungierte. Zum kaufmännischen Geschäftsführer wurde Bernd Gaubinger bestellt.
Wenige Wochen nach der Festspielsaison 2011 gaben die Berliner Philharmoniker überraschend ihren Rückzug von den Osterfestspielen Salzburg nach der Saison 2012 bekannt. Sie bestreiten ihre Osterfestspiele seit 2013 im Festspielhaus Baden-Baden.

### Sächsische Staatskapelle Dresden (2013 bis 2022)
In der Nachfolge konnte Christian Thielemann als neuer Künstlerischer Leiter ab der Saison 2013 sowie die Sächsische Staatskapelle Dresden als das neue Orchester der Osterfestspiele Salzburg präsentiert werden. Die Opernproduktionen wurden nun jeweils nach ihrer Premiere in Salzburg an der Semperoper übernommen.
Ab 1. Juli 2015 übernahm der Kulturmanager, Komponist und Dirigent Peter Ruzicka die Leitung des Festivals als Geschäftsführender Intendant. Er folgte damit auf Peter Alward und Bernd Gaubinger. Seit 2017 ergänzte eine Kammeroper als zweite szenische Produktion das Programm. Im Fokus stand jeweils ein Werk des 20. oder 21. Jahrhunderts. Auf Salvatore Sciarrinos Lohengrin folgten 2018 Satyricon von Bruno Maderna und 2019 die Uraufführung von Thérèse von Philipp Maintz
Im November 2018 wurde Nikolaus Bachler als Ruzickas Nachfolger bestellt, zunächst als Geschäftsführender Intendant ab Juli 2020, dann ab 2022 als künstlerischer Gesamtleiter. Noch vor Bachlers Amtsantritt kam es im August 2019 zum Streit mit Thielemann um die künftige künstlerische Gesamtverantwortung. Im September 2019 wurde bekannt, dass der Vertrag mit Thielemann und der Sächsischen Staatskapelle 2022 nicht verlängert werde und Bachler danach „ein Festival mit wechselnden Spitzenorchestern“ plane. Bachler kündigte an, die Festspiele „sowohl inhaltlich als auch strukturell“ in die Zukunft führen zu wollen. Er sei immer schon der Überzeugung gewesen, „dass Musik und Szene gleichwertig zueinander finden müssen, um eine gegenwärtige Sicht auf alte und neue Werke zu vermitteln“. Demnach sollen Oper, Konzert, Kammermusik, Tanz und Chorwerke in der Konzentration von zehn Tagen „einen neuen ‚Festbegriff‘ kreieren und eine eigenständige Identität entwickeln“.
2020 wurden die Festspiele aufgrund der COVID-19-Pandemie in Österreich abgesagt, 2021 fanden sie deshalb ohne szenische Oper erst im Herbst statt. Nach zehn Jahren verabschiedete sich die Staatskapelle Dresden unter Christian Thielemann 2022 mit Wagners Lohengrin von den Osterfestspielen Salzburg.

### Wechselnde Orchester (2023 bis 2025)
Zu Ostern 2023 gastierte das Gewandhausorchester Leipzig mit Chefdirigent Andris Nelsons in Salzburg, 2024 folgte das Orchester und der Chor der Accademia Nazionale di Santa Cecilia mit Antonio Pappano. Geplant ist, dass 2025 erstmals in der Geschichte der Osterfestspiele Salzburg drei Dirigenten, eine Dirigentin und drei verschiedene Orchester das Programm gestalten: Esa-Pekka Salonen, Gianandrea Noseda, Maxim Emelyanychev und Tabita Berglund sowie das Finnish Radio Symphony Orchestra, das Mahler Chamber Orchestra und das Mozarteumorchester Salzburg.

### Berliner Philharmoniker (ab 2026)
Im Januar 2023 wurde bekannt, dass die Berliner Philharmoniker 2026 als permanentes Residenzorchester zu den Osterfestspielen Salzburg zurückkehren.

## Künstlerische Leitung und Opernproduktionen

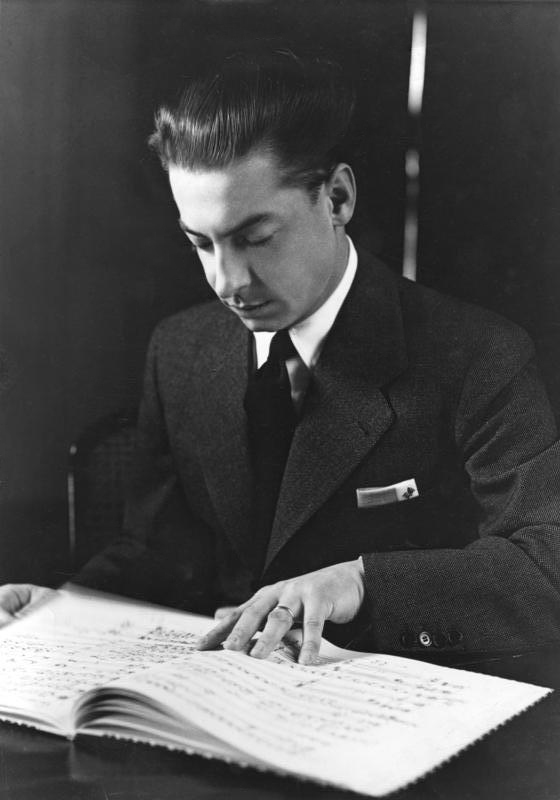
1967–1989

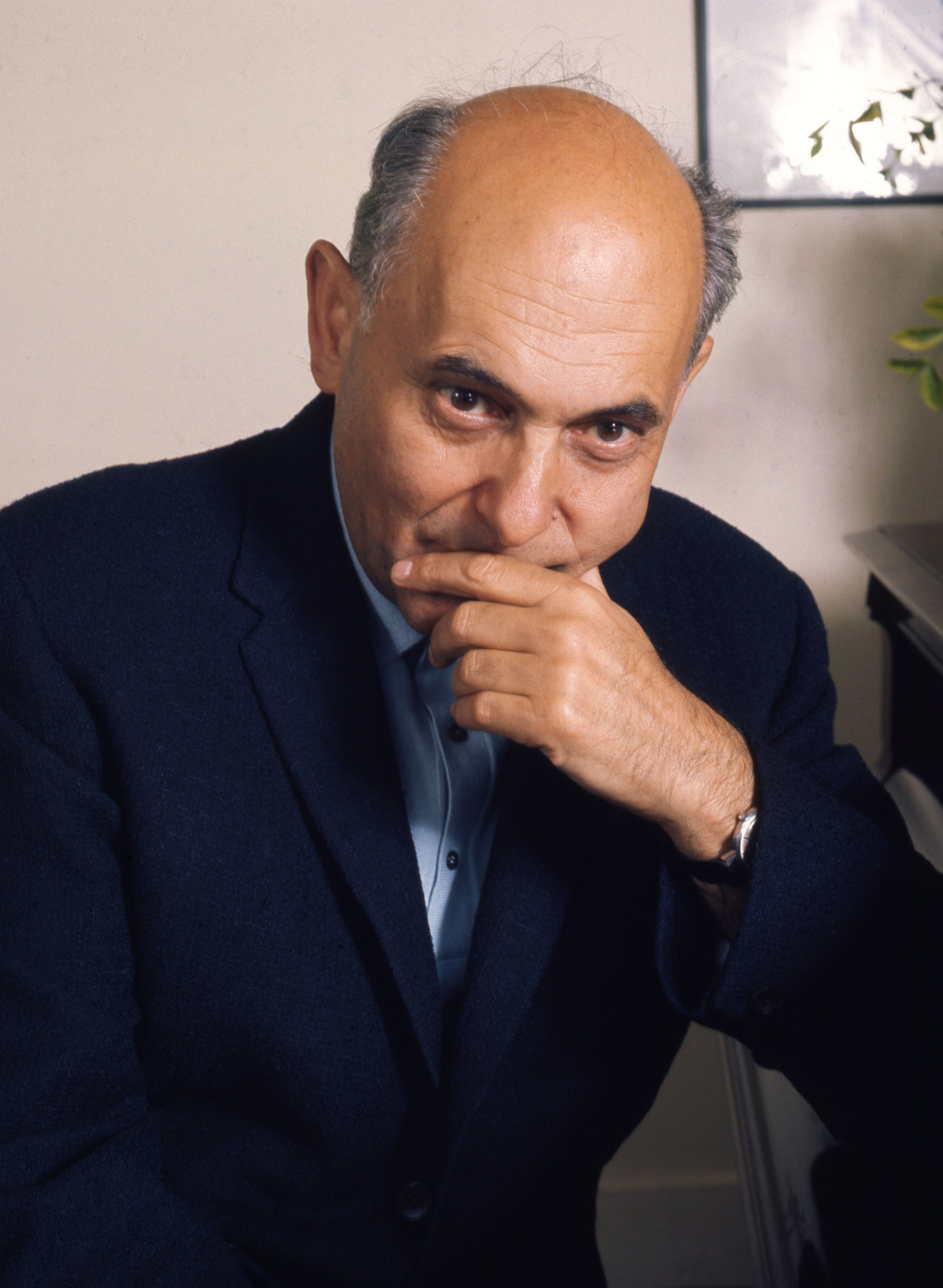
1992–1993

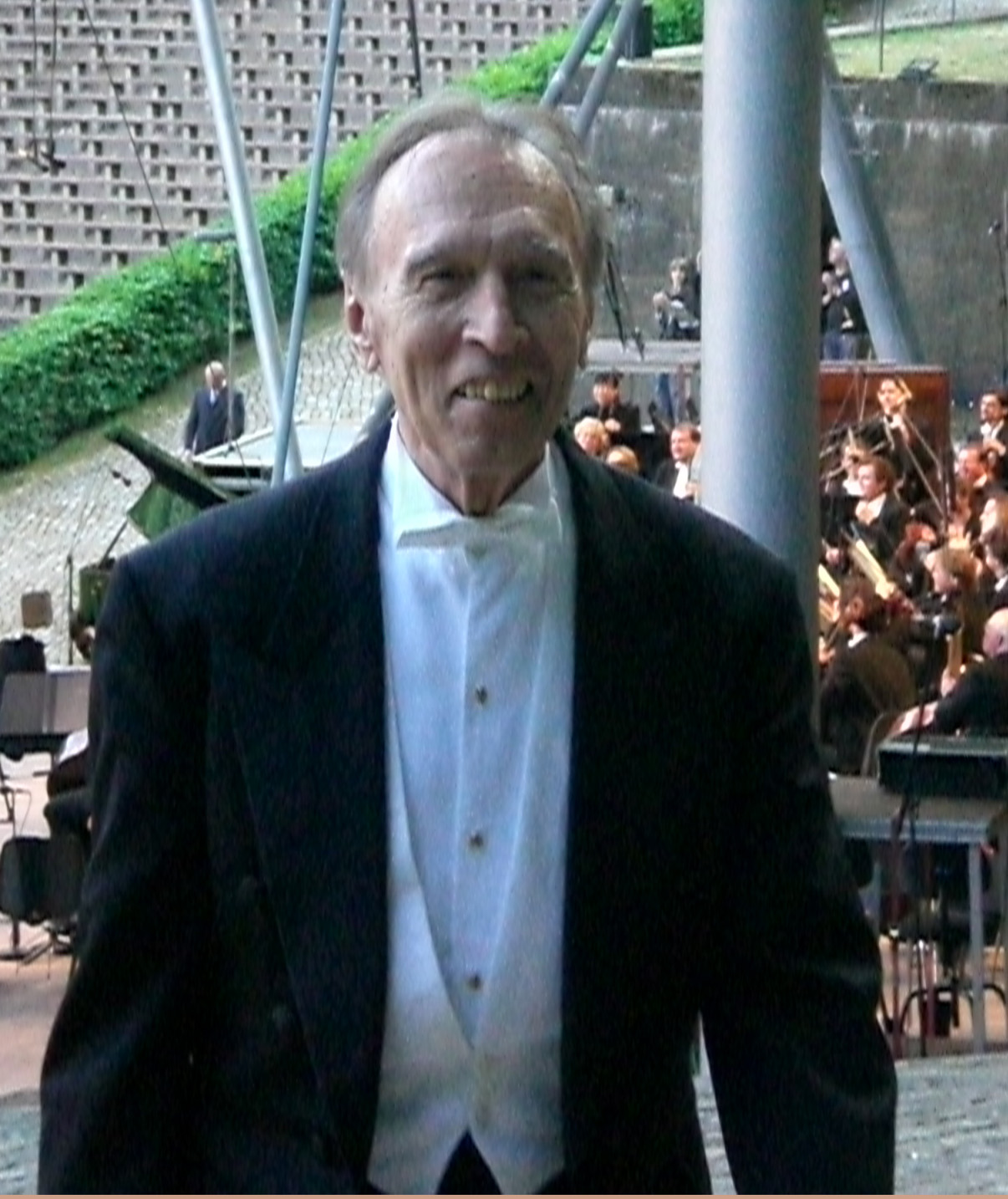
1994–2002

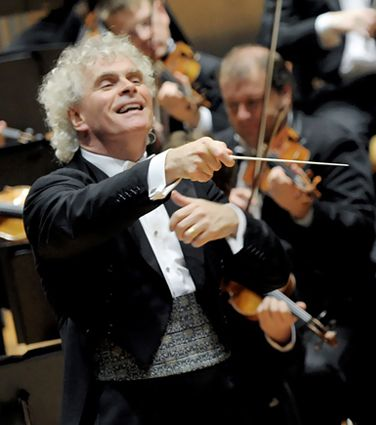
2003–2012

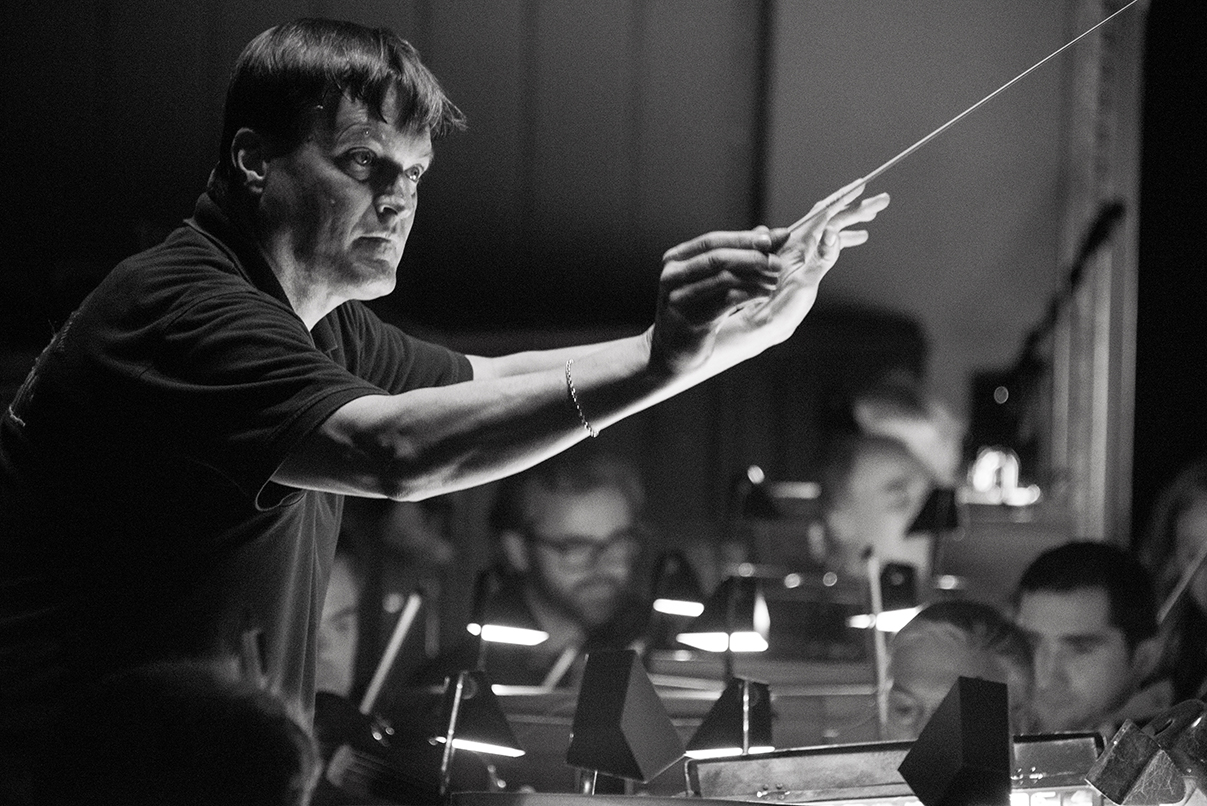
2013–2022

### Herbert von Karajan
- 1967–1968 Die Walküre
- 1968–1969, 1973 Das Rheingold
- 1969 Siegfried
- 1970 Götterdämmerung
- 1971 Fidelio
- 1972–1973 Tristan und Isolde
- 1974–1975 Die Meistersinger von Nürnberg
- 1975 La Bohème
- 1976 Lohengrin
- 1977–1978 Il trovatore (Übernahme von den Salzburger Festspielen 1962–1963)
- 1978 Fidelio (Wiederaufnahme)
- 1979 Don Carlos (Übernahme von den Salzburger Festspielen 1975–1978)
- 1980–1981 Parsifal
- 1982–1983 Der fliegende Holländer
- 1984 Lohengrin (Wiederaufnahme)
- 1985 Carmen (von den Salzburger Festspielen 1985–1986 übernommen)
- 1986 Don Carlos (Wiederaufnahme mit TV-Live-Übertragung)
- 1987 Don Giovanni (von den Salzburger Festspielen 1987–1988 übernommen)
- 1988–1989 Tosca (von den Salzburger Festspielen 1989 unter der Leitung von Georges Prêtre übernommen)

Alle Inszenierungen lagen in den Händen von Herbert von Karajan, ausgenommen La Bohème (Franco Zeffirelli) und Don Giovanni (Michael Hampe).
Nach Karajans Tod folgte ein zweijähriges Interregnum:
- 1990 Fidelio – mit dem Gewandhausorchester Leipzig dirigiert von Kurt Masur, inszeniert von Peter Brenner (von den Salzburger Festspielen 1990 übernommen, Leitung Horst Stein)
- 1991 Le nozze di Figaro – dirigiert von Bernard Haitink, inszeniert von Michael Hampe (von den Salzburger Festspielen 1991 / 92 übernommen)

### Sir Georg Solti
- 1992 Die Frau ohne Schatten – inszeniert von Götz Friedrich (von den Salzburger Festspielen 1992 übernommen)
- 1993 Falstaff – inszeniert von Luca Ronconi (von den Salzburger Festspielen 1993 übernommen)

### Claudio Abbado
- 1994 Boris Godunow – inszeniert und ausgestattet von Herbert Wernicke (von den Salzburger Festspielen 1994 / 97 übernommen)
- 1995 Elektra – inszeniert von Lew Dodin
- 1996 Otello – inszeniert von Ermanno Olmi
- 1997 Wozzeck – inszeniert von Peter Stein (von den Salzburger Festspielen 1997 übernommen)
- 1998 Boris Godunow – Wiederaufnahme der Inszenierung von 1994
- 1999 Tristan und Isolde – inszeniert von Klaus Michael Grüber (von den Salzburger Festspielen 2000 übernommen, Leitung Lorin Maazel)
- 2000 Simon Boccanegra – inszeniert von Peter Stein, 2002 von der Wiener Staatsoper übernommen
- 2001 Falstaff – inszeniert von Declan Donnellan (von den Salzburger Festspielen 2001 übernommen, Leitung Lorin Maazel)
- 2002 Parsifal – inszeniert von Peter Stein

### Sir Simon Rattle
- 2003 Fidelio – inszeniert von Nikolaus Lehnhoff
- 2004 Così fan tutte – inszeniert von Ursel Herrmann und Karl-Ernst Herrmann (von den Salzburger Festspielen 2004–2006 übernommen)
- 2005 Peter Grimes – inszeniert von Trevor Nunn
- 2006 Pelléas et Mélisande – inszeniert von Luc Bondy
- 2007 Das Rheingold – inszeniert von Stéphane Braunschweig, ebenso die folgenden Ring-Abende (Übernahme von den Festival d’Aix-en-Provence 2006)
- 2008 Die Walküre (Übernahme von den Festival d’Aix-en-Provence 2007)
- 2009 Siegfried (Übernahme von den Festival d’Aix-en-Provence 2008)
- 2010 Götterdämmerung (Übernahme von den Festival d’Aix-en-Provence 2009)
- 2011 Salome – inszeniert von Stefan Herheim, Bühnenbild von Heike Scheele[17]
- 2012 Carmen – inszeniert von Aletta Collins

### Christian Thielemann
- 2013 Parsifal – inszeniert von Michael Schulz
- 2014 Arabella – inszeniert von Florentine Klepper
- 2015 Cavalleria rusticana und Pagliacci – inszeniert von Philipp Stölzl
- 2016 Otello – inszeniert von Vincent Boussard
- 2017 Die Walküre – inszeniert von Vera Nemirova, Rekonstruktion der Karajan-Inszenierung von 1967
- 2018 Tosca – inszeniert von Michael Sturminger
- 2019 Die Meistersinger von Nürnberg – inszeniert von Jens-Daniel Herzog

Die für die Jahre 2020 und 2021 geplanten Produktionen
- 2020 Don Carlo – inszeniert von Vera Nemirova und
- 2021 Turandot – inszeniert von Yona Kim,

mussten infolge der Corona-Pandemie abgesagt werden, im Folgejahr konnten die Festspiele wieder wie geplant stattfinden:
- 2022 Lohengrin – inszeniert von Jossi Wieler, Anna Viebrock und Sergio Morabito.

### Nikolaus Bachler
- 2023 Tannhäuser und der Sängerkrieg auf Wartburg – mit dem Gewandhausorchester Leipzig unter Andris Nelsons, Inszenierung Romeo Castellucci, mit Jonas Kaufmann, Christian Gerhaher, Marlis Petersen, Georg Zeppenfeld, Übernahme einer Inszenierung von der Bayerischen Staatsoper München
- 2024 La Gioconda – mit dem Orchester und Chor der Accademia Nazionale di Santa Cecilia unter Antonio Pappano, Inszenierung Oliver Mears, mit Anna Netrebko, Jonas Kaufmann
- 2025 Chowanschtschina – mit dem Finnish Radio Symphony Orchestra unter Esa-Pekka Salonen, Inszenierung Simon McBurney, in einer neuen Version unter Verwendung der Orchestrierung von Dmitri Schostakowitsch und Igor Strawinsky / Maurice Ravel, ergänzt durch eine Brücke des Komponisten Gerard McBurney.

## Trivia
In den 1990er Jahren wurden im Rahmen der Osterfestspiele Künstler der Bildenden Kunst mit dem Prix Eliette von Karajan, der Komposition und der Literatur mit dem Prix Nonino ausgezeichnet.
Zum 50-jährigen Jubiläum der Osterfestspiele im Jahre 2017 hat Eliette von Karajan den mit 50.000 € dotierten Herbert-von-Karajan-Preis gestiftet. Der Preis wird an Künstler verliehen, dessen herausragende künstlerische Leistungen weltweite Anerkennung gefunden hat. Es werden auch Nachwuchskünstler ausgezeichnet, für die diese Preisvergabe einen besonderen Stellenwert in ihrer musikalischen Laufbahn haben soll. Seit 2023 wird der Preis gleich an 3 Künstler, jeweils dotiert mit 16.000 €, verliehen.